# Kortsnavelhoningspeurder
De kortsnavelhoningspeurder (Indicator pumilio) is een vogel uit de familie Indicatoridae (Honingspeurders).

## Verspreiding en leefgebied
Deze soort komt voor in oostelijk Congo-Kinshasa, westelijk Oeganda, Rwanda en Burundi.